# دهه ۲۷۰ (پیش از میلاد)
دهه ۲۷۰ (پیش از میلاد) ۲۷مین دهه قبل از مبدا شروع تقویم میلادی است.